# Supercopa andorrana 2004
La Supercopa andorrana 2004 è stata la seconda edizione della supercopa andorrana di calcio.
Come nella stagione precedente la partita fu disputata dal FC Santa Coloma, vincitore del campionato, e dal UE Sant Julià, finalista della coppa.
L'incontro si giocò il 12 settembre 2004 allo Estadi Comunal d'Aixovall e vinse il UE Sant Julià, al suo primo titolo.

## Tabellino
| Aixovall 12 settembre 2004                                                    | FC Santa Coloma | 1 – 2                             | UE Sant Julià | Estadi Comunal d'Aixovall |
| \| \| \| \| \| Walker 1’ \| Marcatori \| 61’ (rig.) Rodríguez 69’ de Veriz \| |                 |                                   |               |                           |
|                                                                               |                 |                                   |               |                           |
| Walker 1’                                                                     | Marcatori       | 61’ (rig.) Rodríguez 69’ de Veriz |               |                           |